# Zalmoxis
Zalmoxis (em grego:  Ζάλμοξις), também conhecido como Salmoxis (Σάλμοξις), Zamolxis (Ζάμολξις) ou Samolxis (Σάμολξις), era, de acordo com Heródoto, um deus cultuado pelos getas que habitavam a região conhecida como Trácia na Antiguidade (atuais Romênia e Bulgária). Prometia imortalidade a seus devotos, e as tribos que o veneravam se comunicavam com ele através do sacrifício de uma vítima-mensageiro de quatro em quatro anos.
Versões posteriores apresentaram-no de maneiras diferentes; uma interpretação evemerista alternativa, por exemplo, afirma que Zalmoxis seria um charlatão que utilizava idéias de Pitágoras, de quem ele havia sido escravo, e forjado uma "ressurreição" após reaparecer de uma câmara subterrânea três anos após sua morte. Mais tarde, Platão o descreveu como um rei divinizado, a quem, tal como Ábaris, eram atribuídos feitiços de cura. Jordanes, no século VI d.C., e outros autores durante os séculos XIX e XX (especialmente na Romênia), o descreveram como o único deus dos getas (que não devem ser confundidos, neste contexto, com os trácios ou seus parentes, o dácios), ou um lendário reformador social e religioso dos getas, a quem ele teria ensinado a crença na imortalidade, a tal ponto que eles consideravam a morte apenas como a ida ao encontro de Zalmoxis.[carece de fontes?]
Segundo Heródoto, Zalmoxis também era chamado por alguns getas de Gebeleizis, o que fez alguns estudiosos acreditarem que os getas seriam henoteístas, ou até mesmo politeístas. Existe ainda outra discussão a respeito do caráter ctônico, infernal, urânico ou celestial de Zalmoxis.